# Мари-Билямор
Мари́-Биля́мор (мар. Марий Пыламарий) — село в Мари-Турекском районе Республики Марий Эл. Административный центр Мари-Биляморского сельского поселения.

## География
Находится в восточной части республики Марий Эл на расстоянии приблизительно 16 км по прямой на восток-северо-восток от районного центра посёлка Мари-Турек.

## История
Известна с 1722 года, как деревня Черемисский Билямор с населением 58 ясачников, основанная в 1521 году. В 1816 году здесь числилось 64 двора, 146 жителей мужского пола и 191 женского, в 1875 году — 105 дворов, 279 мужчин и 311 женщин. К этому времени Билямор уже был селом. В 1919 году в селе Черемисский Билямор было 160 дворов, числилось 800 жителей, а в 1923 году (после голода в 1921 году) в селе, которое уже называлось Мари-Билямор, осталось всего 474 человека. В 1959 году проживали 972 человека, в 1970 году — 1015, в 1979 году — 1135. В 2000 году в селе числилось 324 двора. В советское время работали колхозы «ЗИФ», «Иылында», имени Молотова, «Красный Партизан», «Россия», «Путь Ленина».

## Население
Население составляло 924 человека (мари 68 %, русские 28 %) в 2002 году, 872 в 2010.

## Известные люди
- Балыков, Георгий Николаевич (1900—1967) —  советский военный деятель. Участник Гражданской войны в России и Великой Отечественной войны, генерал-майор инженерно-авиационной службы (1945). Начальник Московского филиала Центрального аэрогидродинамического института (1941―1949). Член ВКП(б) с 1919 года. Кавалер ордена Ленина (1947).
- Венценосцев, Николай Петрович (1890—1948), русский советский деятель образования и просвещения, педагог, Герой Труда. В 1920—1926 годах был основателем и руководителем Мари-Биляморского школьного городка (с 1924 года ― станции народного образования).
- Комелин, Анатолий Федорович (р. 1953) - скульптор, автор станковых и монументальных композиций, рельефов для православных храмов, почетный член Российской академии художеств.